# اسامه عسکر
اسامه عسکر (عربی: محمد اسمه عسکر؛ زادهٔ ۱۷ آوریل ۱۹۵۷) سپهبد نیروی زمینی مصر است، که در فاصله سال‌های ۲۰۲۱ تا ۲۰۲۴ به‌عنوان رئیس ستاد کل نیروهای مسلح مصر فعالیت می‌کرد. وی از ژوئیه ۲۰۲۴ مشاور رئیس‌جمهور در امور نظامی است.
عسکر فعالیت نظامی را از سال ۱۹۷۸ در ارتش مصر آغاز کرد. وی از ۲۰۱۲ تا ۲۰۱۵ فرمانده  ارتش سوم مصر بود، در فاصله سال‌های ۲۰۱۵ تا ۲۰۱۶ فرماندهی منطقه شرق کانال سوئز را برعهده داشت و از ۲۰۲۰ تا ۲۰۲۱ به‌عنوان رئیس عملیات نیروهای مسلح مصر فعالیت می‌کرد.

## زندگی‌نامه
عسکر متولد سال ۱۹۵۷ است و در آکادمی نظامی ناصر تحصیل کرده است. او فرماندهی یک تیپ پیاده‌نظام مکانیزه و لشکر ۲۳ پیاده‌نظام مکانیزه، بخشی از ارتش سوم، را بر عهده داشته است. تا سال ۲۰۱۵، او فرماندهی ارتش سوم مصر را برعهده داشت.
رئیس‌جمهور عبدالفتاح السیسی در ژانویه ۲۰۱۵ دو اعلامیه صادر کرد. اولین اعلامیه، ساختار نیروی ارتش را با ایجاد یک «فرماندهی واحد» برای نظارت بر عملیات ضد تروریسم در شرق کانال سوئز تغییر داد. این فرماندهی جدید در روز شنبه، ۳۱ ژانویه ۲۰۱۵ ایجاد شد. دومین اعلامیه، اسامه عسکر، فرمانده ارتش سوم، را به سپهبدی - یکی از معدود افراد در نیروهای مسلح - ارتقا داد و او را مسئول «فرماندهی واحد» کرد. او کرسی خود را در شورای عالی نیروهای مسلح حفظ کرد. معاون سابق عسکر، محمد عبدالله، به عنوان فرمانده و طارق انور هلال به عنوان رئیس ستاد ارتش سوم میدانی منصوب شدند. در ۲۷ اکتبر ۲۰۲۱، عسکر به عنوان رئیس ستاد کل منصوب شد.